# Ticonderoga (Nueva York)
Ticonderoga es un pueblo ubicado en el condado de Essex en el estado estadounidense de Nueva York. En el año 2000 tenía una población de 5.167 habitantes y una densidad poblacional de 24.4 personas por km².  El nombre procede del término del idioma mohawk tekontaró:ken, que significa "que está en la confluencia de dos corrientes de agua".

## Geografía
Ticonderoga se encuentra ubicado en las coordenadas 43°51′30″N 73°27′15″O / 43.85833, -73.45417.

## Demografía
Según la Oficina del Censo en 2000 los ingresos medios por hogar en la localidad eran de $34,160, y los ingresos medios por familia eran $41,992. Los hombres tenían unos ingresos medios de $35,896 frente a los $21,441 para las mujeres. La renta per cápita para la localidad era de $16,418. Alrededor del 15.5% de la población estaban por debajo del umbral de pobreza.